# Вегревилл (Альберта)

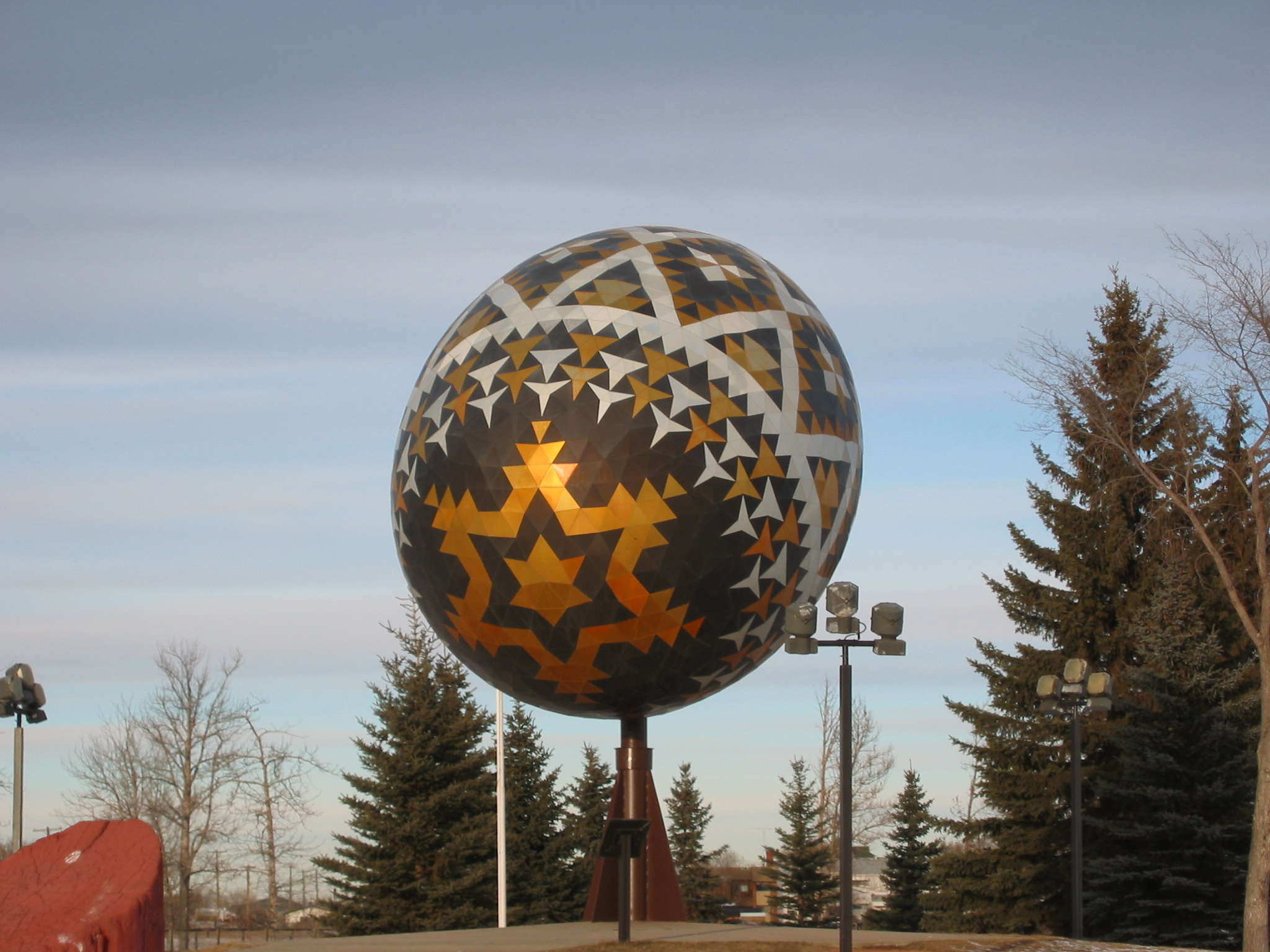
Самое большое в мире пасхальное яйцо — Вегревильская писанка

Вегревилл (англ. Vegreville) — город в провинции Альберта (Канада). Расположен в 103 км к востоку от Эдмонтона. В городе проживает значительное количество этнических украинцев.
В городе находится самое большое в мире пасхальное яйцо, Вегревильская писанка: его длина — 8 метров, ширина — 5 метров.
Эта «писанка» весом около 2270 кг сделана из обломков самолётов.
Через город протекает река Вермилион.

## Население
Население на 2011 год составляло 5 717 человек, проживающих в 2 429 домах из 2 680 построенных.
Средний возраст в Вегревилле средний 41,2 года.
Распределение возрастов:
- 0 — 19: 26,3 %
- 20 — 64: 50,3 %
- 65+: 23,3 %

Родной язык:
- Английский: 4 185
- Французский: 105
- Украинский: 815
- Другой: 202

## Музеи
- Калина-Кантри